# Заслужена нога
«Заслужена нога» (англ. A Misplaced Foot) — американська короткометражна кінокомедія Вілфреда Лукаса 1914 року з Роско Арбаклом в головній ролі.

## У ролях
- Мейбл Норманд — Мейбл
- Роско «Товстун» Арбакл — Фатті
- Мінта Дарфі